# Watergang (Waterland)
Watergang is een dorp ten noorden van Amsterdam, behorende tot de gemeente Waterland. Het dorp en het omliggende gebied heeft 585 inwoners. Ten oosten van Watergang ligt het Varkensland. Ten westen van het dorp ligt het Noordhollandsch Kanaal en de N235 (Kanaaldijk).
Watergang is een ontginningsnederzetting langs een hoofdontwateringssloot die evenwijdig loopt met westelijk ervan gelegen Noordhollandsch Kanaal (oorspronkelijk de trekvaart Amsterdam-Purmerend). Kenmerkend voor Watergang zijn de zwart geteerde hooihuizen en de houten straatlantaarns aan de Dorpsstraat. Dit is tevens de smalste dorpsstraat van Nederland.
Het dorp had veel te lijden door de stormvloed van 1916 toen het werd ontruimd.
Tot 1991 maakte het dorp deel uit van de gemeente Landsmeer. Met de gemeentelijke herindeling per 1 januari 1991 maakt Watergang deel uit van de nieuw gevormde gemeente Waterland.

## Hervormde kerk

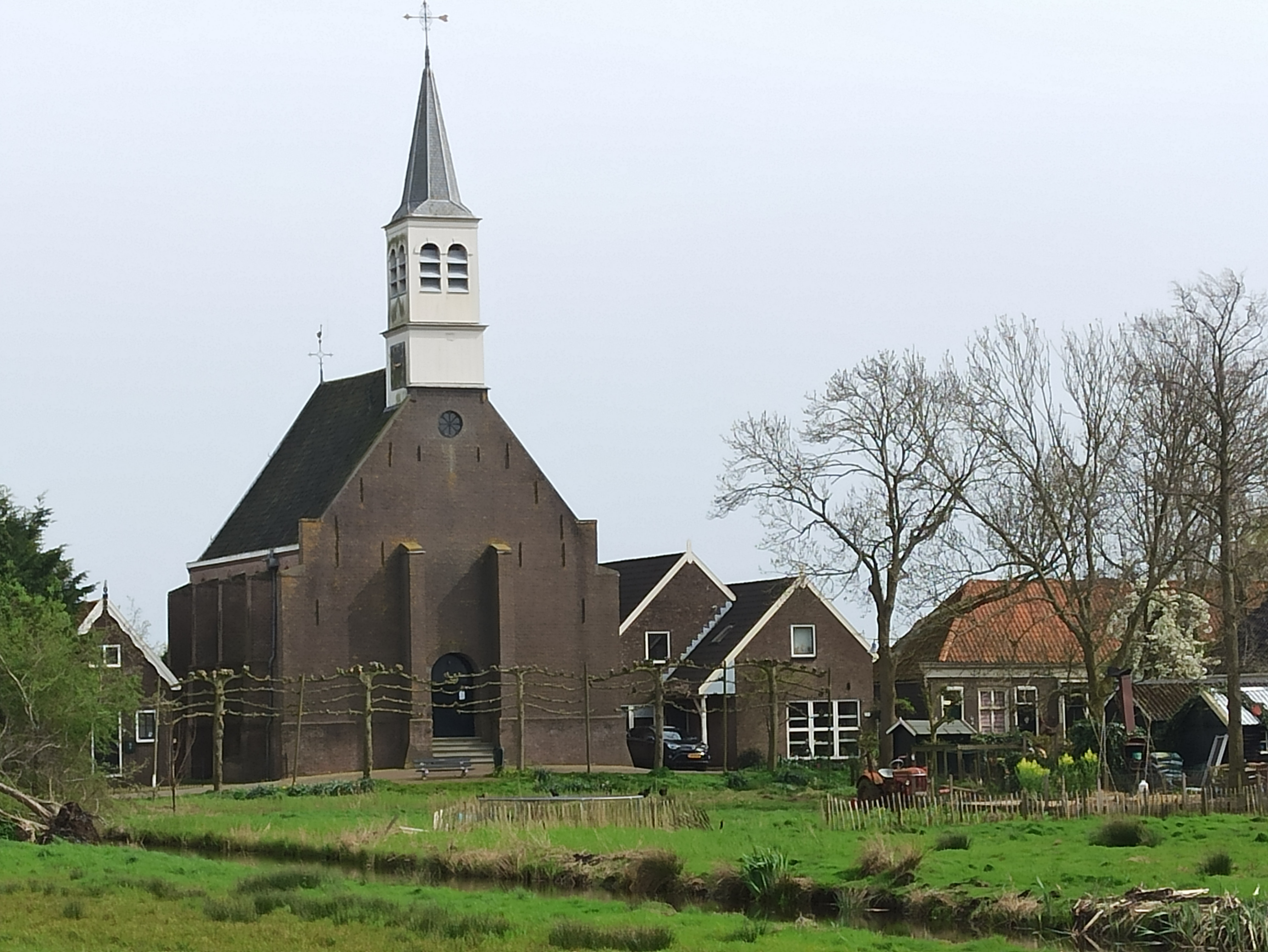
Watergang met NH-kerk

In 1640 verleenden de Staten van Holland toestemming tot het bouwen van een nieuwe kerk in Watergang, en de aanleg van een aangrenzend kerkhof. Het rode bakstenen kerkgebouw in de vorm van een halve tienhoek kwam in 1642 gereed. In 1832 en in de jaren 1980 werd de kerk gerestaureerd. Bij de laatste restauratie is onder meer de houten toren geheel vervangen.

## Externe link

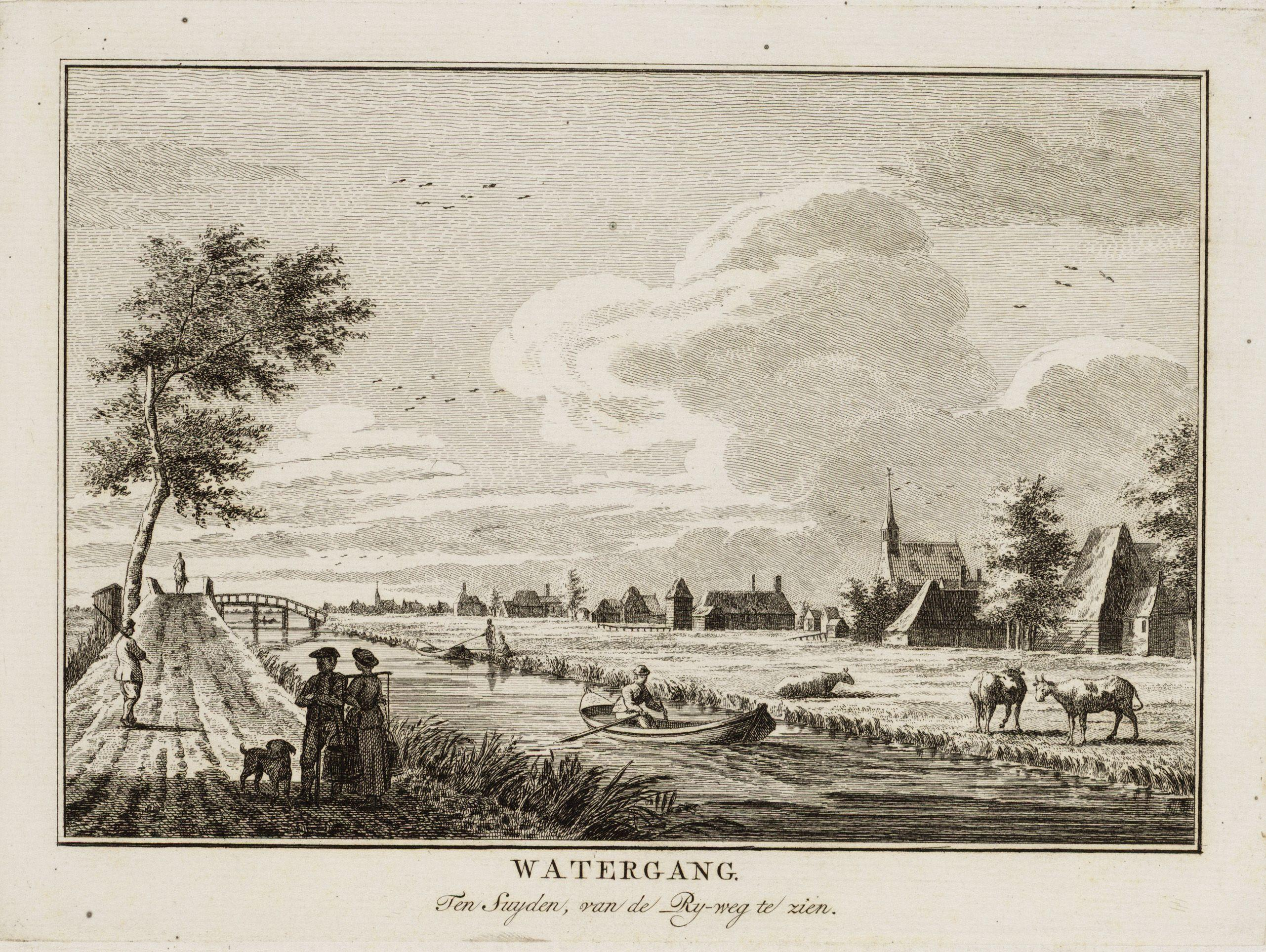
Watergang tussen 1750 en 1775
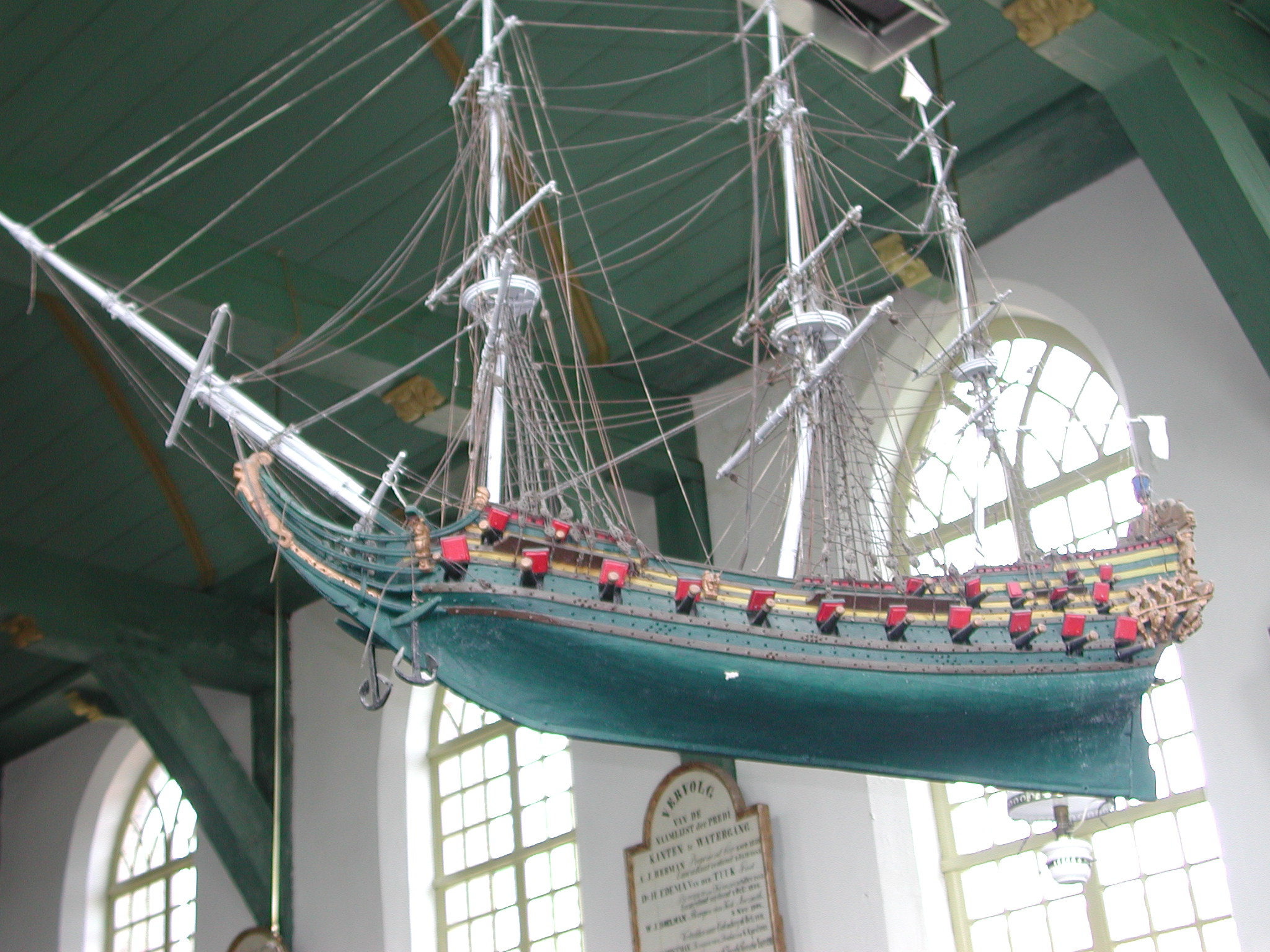
Kerkscheepje in de kerk van Watergang.